# Uga digitata
Uga digitata är en stekelart som beskrevs av Qian och He 1992. Uga digitata ingår i släktet Uga och familjen bredlårsteklar. Inga underarter finns listade i Catalogue of Life.